# Maja Włoszczowska
Maja Włoszczowska (n. 9 noiembrie 1983, Varșovia, Polonia) este o ciclistă de performanță ce a reprezentat Polonia, medaliată olimpică. A participat la 4 ediții ale Jocurilor Olimpice (2004, 2008, 2016, 2020) în care a câștigat două medalii de argint.